# Ďurkov
Ďurkov (hongrois : Györke) est un village de Slovaquie situé dans la région de Košice. Elle fait partie du district de Košice-okolie. L'endroit compte 1 687 habitants.

## Localisation
La municipalité est située au pied du mont Bogota (856 mètres), à une distance d'environ 19 kilomètres à l'est de Košice. Le centre est à une altitude de 264 mètres.

## Cours d'eau
Dans la vallée d'Olšava, l'endroit d'une superficie de près de 10 km² s'étend sur des champs et prairies modérément montagneux. La rivière Oľšava coule du côté ouest du village (Hongrois: Ósva) et le Svinicky coule du côté nord.

## Histoire

### Moyen Âge
La colonie a été mentionnée pour la première fois en 1312, lorsque la Bataille de Rozgony a eu lieu près du village. En 1323, le domaine s'appelait Gurke:  c'est une forme plus ancienne du nom propre Georges. Par la suite, le nom a évolué vers Györke, c'est-à-dire: le nom hongrois actuel de ce lieu. Dès 1332, le registre de la dîme papale mentionnait l'église du village ainsi qu'un prêtre appelé Saul.
Plus d'un demi-siècle plus tard, en 1397, l'empereur Sigismond céda le domaine à la famille Perényi et trente ans plus tard, en 1427, l'endroit appartenait à la famille Ruszkai.
En 1636, 36 familles de serfs vivaient et travaillaient sur le domaine.
Le 26 octobre 1672, la bataille de Györke a eu lieu à Ďurkov: une bataille décisive entre les insurgés Kuruc hongrois et l'armée gouvernementale de la Maison de Habsbourg. Les combattants rebelles ont subi une lourde défaite.

### XVIIIe & XIXe siècle
Au début du XVIIIe siècle, la population diminuait fortement: en 1715, il ne restait que 7 familles de serfs.
À la fin de ce siècle, András Vályi (Miskolc, 30 novembre 1764 – Pest, 2 décembre 1801) a écrit: « Györke. Un village hongrois près de la ville de Košice où l'on gagne bien son pain ».
Selon Fényes Elek (Csokaly (Roumanie), 7 juillet 1807 – Újpest, 23 juillet 1876), « ... en 1851, à Ďurkov, il y avait 230 calvinistes, 150 catholiques, 40 juifs et 10 adeptes de l'Église évangélique ».
Samov Borovszky (Karavukovo, 25 octobre 1860 – Budapest, 24 avril 1912) a écrit: « Si nous allons à l'est d'Olšovany, au-delà de la rivière Ósva, nous atteignons le village de Györke. L'église protestante a été construite à l'époque des Árpáds, mais seuls le front et le mur rond avec la véranda couverte sont restés dans leur état d'origine. La tour, qui a été démolie pour rénovation en 1875, était l'une des tours en bois les plus intéressantes, avec un balcon ouvert reposant sur des piliers en bois. La cloche a été coulée en 1638 au moyen de la fusion de trois cloches plus anciennes ».

### XXe siècle
Jusqu'à la fin de la Première Guerre mondiale, Ďurkov était une partie du district de Füzér-Gönc (hongrois : Füzér-gönci járás), dans le comitat d'Abaúj-Torna en Hongrie. Par la signature du traité de Trianon le 4 juin 1920, la municipalité était attribuée à la Tchécoslovaquie.
Le texte du premier arbitrage de Vienne (2 novembre 1938) prévoyant que les communautés d'expression hongroise appartiennent ipso facto à la Hongrie, la municipalité de Ďurkov a de nouveau été transférée en Hongrie de 1938 à 1945. Durant cette période, le nom hongrois Györke était d'usage.
Pendant la Seconde Guerre mondiale, en 1944, les compatriotes juifs ont été déportés pour extermination.
Après la fin de cette guerre, Ďurkov a été réaffecté à la Tchécoslovaquie. Le 1er janvier 1993, lorsque ce pays s'est scindé en République tchèque et en Slovaquie, Ďurkov est passé sous le gouvernement slovaque.

## Population
| Année:               | 1994. | 2004.    | 2014.    | 2024.    |
| -------------------- | ----- | -------- | -------- | -------- |
| Nombre de personnes: | 1333  | 1551     | 1742     | 2066     |
| Différence:          |       | +16,35 % | +12,31 % | +18,59 % |

| Année:               | 2023. | 2024.   |
| -------------------- | ----- | ------- |
| Nombre de personnes: | 2041  | 2066    |
| Différence:          |       | +1,22 % |

- En 1565, le domaine comptait 44 parcelles et environ 285 personnes y vivaient.
- En 1598, le village appartenant au grand terrien Báthories, comptait 66 maisons. La population diversifiée parlait hongrois et slovaque.
- En 1773, la part hongroise était devenue minoritaire.
- En 1828, il y avait 77 maisons avec 546 habitants.
- En 1880, il y avait 637 habitants, dont 369 étaient d'expression hongroise et 234 slovaque.
- Au tournant du siècle en 1900, 623 personnes y vivaient: 403 parlaient hongrois et 169 slovaque.
- Une augmentation de l'utilisation de la langue slovaque a été remarqué en 1910, lorsque 689 personnes y vivaient, dont 330 parlaient hongrois et 293 slovaque.
- Après la Première Guerre mondiale, en 1921, la situation était toujours similaire: sur les 667 habitants, 315 étaient Hongrois et 262 Tchécoslovaques.
- À partir de 1930, un changement était de nouveau perceptible: sur les 775 habitants, seuls 45 étaient Hongrois et 610 Tchécoslovaques.
- Pendant la Seconde Guerre mondiale, en 1941, la population était composée de 906 personnes, dont 817 Hongrois et 86 Slovaques.
- Les relations se sont inversées en 1991: 1232 résidents, dont à peine 25 Hongrois et 878 Slovaques.
- En 2011, il y avait 1692 habitants: 1461 Slovaques, 92 Roms et 15 Hongrois.

## Patrimoine culturel
- L'église protestante: presque entièrement reconstruite en 1912. À l'origine: un bâtiment de style gothique tardif avec une seule nef recouverte d'une voûte et se terminant par une fermeture polygonale. La tour, renforcée de contreforts et terminée par une corniche et une flèche pyramidale, date du XVIe siècle. La lumière pénètre à travers les fenêtres qui se terminent en demi-cercle.
- Hôtel particulier d'Endre Rakovského: un édifice baroque tardif de la seconde moitié du XVIIIe siècle. La structure a subi des changements au XIXe siècle. Dans l'aile arrière de la maison, il y a une veranda faite avec des éléments Art nouveau. Les façades de cette maison de campagne sont décorées de cadres et d'impressions en relief au-dessus des fenêtres.
- Monument aux victimes de la Première Guerre mondiale: sculpture de 1918.

## Transport en commun

### Train
Ďurkov n'a pas sa propre gare. Pour les voyages en train sont disponibles, entre autres:
1. à une distance de ± 5 kilomètres: la gare de Ruskov. Là, il y a des relations régulières Čierna nad Tisou - Košice[7].
2. à une distance de ± 19 kilomètres: la gare de Košice ( Zelezničná stanica Košice ). Ce nœud ferroviaire est située à la Place de la gare (Staničné námestie), à la ville de Košice. Un grand nombre de connexions est disponible, à la fois dans le trafic national et international.

### Autobus
Un service de bus assure la relation Ďurkov-Košice, dans les deux directions, quelques fois par jour. La gare routière de Košice est située à la Place de la gare, tout près de la gare du chemin de fer.